# Clarisse Mairot
Clarisse Mairot (* 27. Januar 2001 in Besançon, Frankreich) ist eine französische Handballspielerin, die für den französischen Erstligisten Brest Bretagne Handball aufläuft.

## Karriere

### Im Verein
Mairot begann das Handballspielen beim französischen Verein HBC Marnaysien. Im Alter von 14 Jahren wechselte sie in den Jugendbereich vom Verein Entente Sportive Bisontine Féminin. Ab der Spielzeit 2016/17 lief sie für die zweite Mannschaft von Entente Sportive Bisontine Féminin in der dritthöchsten französischen Spielklasse auf. Nachdem die Rückraumspielerin ab der Saison 2019/20 Spielanteile in der Erstligamannschaft erhalten hatte, unterschrieb sie im Jahr 2021 ihren ersten Profivertrag. Mit Entente Sportive Bisontine Féminin stand sie im Jahr 2022 im französischen Pokalfinale. Im Sommer 2024 schloss sie sich dem Ligakonkurrenten Brest Bretagne Handball an.

### In Auswahlmannschaften
Mairot gehörte bei der  U-18-Weltmeisterschaft 2018 dem Kader der französischen Jugendnationalmannschaft an, mit der sie den zehnten Platz belegte. Mairot erzielte im Turnierverlauf elf Treffer. Im darauffolgenden Jahr belegte sie mit der französischen Juniorinnennationalmannschaft den achten Platz bei der U-19-Europameisterschaft. Mairot gab am 24. Oktober 2024 ihr Länderspieldebüt für die französische A-Nationalmannschaft gegen die ungarische Auswahl.

## Sonstiges
Ihr Großvater war viele Jahre Vereinspräsident von Entente Sportive Bisontine Féminin. Ihre Mutter Lucille Mairot sowie ihre Tante Sandrine Delerce spielten professionell Handball. Auch ihre Schwester Juliette Mairot läuft in der höchsten französischen Spielklasse auf.